# Chaim ibn Attar
Ḥayyim ben Moisés 'ben ʿAṭṭār em hebraico חיים בן משה אבן עטר; nascido em Mequenez, Marrocos; após a publicação de seu livro; em 1696, A luz da Vida, morreu em Jerusalém, em 7 de julho de 1743. Comentador talmidista, cabalista e uma autoridade álakicá; foi e ainda é conhecido como sendo, um dos maiores comentadores bíblicos na era moderna.

## Panorama geral

### Vida
Neto de Ḥayyim ibn ʿAṭṭār; Ḥayyim ben Moisés 'ben ʿAṭṭār ou Ohr Áhayym era deu uma família de judeus sefarditas do norte da África, era um dos rabbi mais proeminentes do Marrocos.
Em 1733, Ḥayyim ben Moisés decidiu deixar seu pais natal e imigrar para Israel, mas, foi detido em Leghom pelos ricos membros da congregação judaica, que estabeleceram uma Yeshivá para ele, o centro de ensino foi frequentado por muitos alunos que mais tarde tornaram-se proeminentes e lhes forneceram fundos para imprimir seu trabalho "A Luz da Vida." Ele era recebido com grande honra por toda parte, devido à sua ampla aprendizagem, intelecto aguçado e piedade incomum ficou conhecido como A Luz da Vida. 
Em meados de 1742 chegou a Jerusalém, onde presidiu a aposta á-midrax Keneset Yisrael. Um de seus discípulos foi Ḥayyim Joseph David Azulai, que parece ter ficado completamente impressionado com as excelências de seu mestre. Em uma linhagem verdadeiramente Oriental, ele escreveu sobre ele: 
"O coração de Attar pulsava com o Talmude; ele arrancava montanhas como uma torrente irresistível; sua santidade era a de um anjo do Senhor ... tendo cortado toda a conexão com os assuntos deste mundo."

### Obras
Ele publicou: 
1. Ḥefeẓ Adonai (Desejo de Deus); Amsterdã, 1732 - dissertações sobre os quatro tratados talmúdicos: Berakot, Shabat, Horayot e Ḥullin.
2. Or ha-Ḥayyim (Luz da Vida); Veneza, 1742 - um comentário sobre o Pentateuco depois dos quatro métodos conhecidos coletivamente como Pardes; foi reimpresso várias vezes. Sua fama baseia-se principalmente neste trabalho, que se tornou popular também com os Ḥassidim.
3. Peri Toar (Bela Fruta); novellæ sobre o Shulḥan 'Aruk, Yoreh De'ah, lidando especialmente com o comentário de Hiskiah de Silva Peri Ḥadash, Amsterdam, 1742; Viena e Lemberg, 1810.
4. Rishon le-Zion; Constantinopla, 1750 - consistindo de novellæ para vários tratados Talmúdicos, em certas partes do Shulḥan 'Aruk, na terminologia de Maimonides, nas cinco Meguillot,[Nota 5] nos Profetas e em Provérbios.[Nota 6]
5. Sob o mesmo título foram publicados em Polná, 1804, suas notas sobre Josué,[Nota 7] Juízes,[Nota 8] Samuel,[Nota 9] Isaías,[Nota 10] etc.[4]

## Biografia
- Michael, Or ha-Ḥayyim, No. 894;
- Benjacob, Oẓar ha-Sefarim, p. 541;
- Luncz, in Jerusalem, i. 122 (epitaphs);
- Nacht, Meḳor Ḥayyim, Hebrew biography of 'Attar, Drohobycz, 1898;
- Azulai, Shem ha-Gedolim;
- Franco, Histoire des Israélites d'Orient.